# Allium longanum
Allium longanum — вид рослин з родини амарилісових (Amaryllidaceae); поширений у Єгипті, Лівії, Греції.

## Опис
Цибулина від кулястої до яйцюватої, 7–17 × 6–18 мм. Листків 2–3, голі або біля основи, мізерно волосаті, або зрідка цілком волосаті, лінійні, 15–30 см × 2–20 мм, плоскі, верхівка гостра, краї цілі або дрібнозазубрені. Суцвіття від зонтикового до півсферичного, від мало- до багатоквіткового, діаметром 2–5 см, без цибулинок. Квітконіжки ± рівні, 10–20 мм. Квітки ± дзвоноподібні. Листочки оцвітини на ≈ 0.5 мм прилягають до ниток, від білих до рожевих, з буруватою або рожевою, або пурпуруватою серединною жилкою; зовнішні довгасті, 8–10 × 3.5–5 мм, внутрішні коротші й вужчі, 5.6–8.5 x 3–4.5 мм. Пиляки жовті. Плоди ± кулясті, ≈ 3.5 мм у діаметрі. Насіння ≈ 2.2–2.5 × 1.2–1.5 мм, чорне.
Період цвітіння: (лютий)травень.

## Поширення
Поширений у Єгипті, Лівії, Греції.
Вид був знайдений на руїнах, біля печер, у затінених місцях, у балках та ущелинах, також у чагарниках та на голій землі. Вид має перевагу до вапняку. Висота: 0–650 м.